# Sakinatou Abdou Alfa Orou Sidi
Sakinatou Abdou Alfa Orou Sidi, plusieurs fois ministre, est une économiste et femme politique béninoise.

## Carrière
Sakinatou Abdou Alfa Orou Sidi est assistante du Président de la Chambre de commerce et d'industrie du Bénin chargée de l’étude et de l’analyse des dossiers économiques. Elle est ensuite contrôleur interne puis directrice générale de la Société de gestion et d’intermédiation du Bénin (SGI Bénin). Elle est nommée directrice générale de la Caisse nationale de sécurité sociale (CNSS) en juillet 2004.
Elle est nommée ministre déléguée chargée de la Microfinance, des Petites et moyennes entreprises et de l’Emploi des jeunes et des femmes auprès du ministre du Développement, de l'Économie et des Finances en avril 2006 ; elle est ensuite ministre de la Microfinance, des Petites et moyennes entreprises et de l’Emploi des jeunes et des femmes en juin 2007 lors du changement de gouvernement,; son poste est maintenu lors du remaniement de novembre 2007. Elle quitte le gouvernement en octobre 2008.

## Distinctions
- Commandeur de l'ordre du Mérite du Bénin en 2011[1]
- Commandeur de l'ordre national du Bénin en 2010[5].